# Bor u Skutče
Bor u Skutče är en ort i Tjeckien.   Den ligger i regionen Pardubice, i den centrala delen av landet, 130 km öster om huvudstaden Prag. Bor u Skutče ligger 478 meter över havet och antalet invånare är 174.
Terrängen runt Bor u Skutče är huvudsakligen platt, men åt sydost är den kuperad. Terrängen runt Bor u Skutče sluttar norrut. Runt Bor u Skutče är det ganska glesbefolkat, med 43 invånare per kvadratkilometer. Närmaste större samhälle är Vysoké Mýto, 14,7 km norr om Bor u Skutče. I omgivningarna runt Bor u Skutče växer i huvudsak blandskog.